# Khojaly-massakren
Khojaly-massakren refererer til drabene på 613 civile aserbajdsjanere, heraf 106 kvinder og 83 børn, i byen Khojaly den 25. februar 1992. Ifølge Aserbajdsjan, Memorial, Human Rights Watch (HRW) og andre internationale observatører, blev massakren gennemført af etniske armenske soldater, angivelig med hjælp af de russiske styrker under konflikten om Nagorno-Karabakh. Ifølge en rapport fra HRW opstod myrderierne, da et stort antal beboere, fulgt af nogle få tilbagetrækkende soldater, flygtede fra byen, da den blev erobret af armenske styrker. Da de nærmede sig grænsen til Aserbajdsjan, blev de angrebet og beskudt af armenske styrker ved en militær post.